# Historiske film
Historiske film er film, der foregår i et historisk miljø, altså et miljø, der er fortidigt i forhold til filmens tilblivelsestidspunkt. Den kan direkte handle om historiske virkelige begivenheder og personer som f.eks. Cleopatra (1963) eller Alexander (2004), eller den kan være fiktiv og have historiske virkelige begivenheder som baggrund og historiske virkelige personer som bipersoner, f.eks. Ivanhoe (1952) eller Ben-Hur (1959). Den kan også bare foregå i en bestemt tidsepoke, middelalder, renæssance etc. og være fuldstændig fiktiv, som Gladiator (2000).
| Film | Spire Denne filmartikel er en spire som bør udbygges. Du er velkommen til at hjælpe Wikipedia ved at udvide den. |